# Всё начинается с дороги
«Всё начинается с дороги» — советский фильм 1959 года, снятый в жанре производственной драмы. Первая роль в кино Натальи Крачковской и вторая роль в кино Александра Демьяненко. На съёмках этой ленты режиссёр Николай Досталь погиб в результате несчастного случая. Работу над фильмом закончил режиссёр Виллен Азаров.

## Сюжет
Строителя-монтажника Степана Бокова бросает жена. Расстроенный, он один отправляется на далёкую комсомольскую стройку, в Сибирь. В поезде он встречает Аннушку, молодую бетонщицу, едущую на ту же стройку. Постепенно между ними возникают серьёзные отношения. Несмотря на то, что Степану не удаётся устроиться работать вместе с Анной, он находит время и возможность как можно чаще бывать на её участке. После окончания работ бригада, а также Степан с Аннушкой, решают не разлучаться и работать дальше только вместе.

## В ролях
| Актёр                 | Роль                                                       |
| --------------------- | ---------------------------------------------------------- |
| Виктор Авдюшко        | бригадир дорожников Степан Боков                           |
| Нонна Мордюкова       | жена Степана Даша                                          |
| Ирина Новикова        | дочь Степана и Даши                                        |
| Людмила Хитяева       | Аннушка                                                    |
| Александр Демьяненко  | Геннадий Смирнов, член бригады дорожников Генка            |
| Сергей Гурзо          | Александр Коршунов, член бригады дорожников Шурка          |
| Валентина Владимирова | член бригады дорожников Екатерина Ивановна                 |
| Иван Рыжов            | Емельянов Николай Авдеевич, член бригады дорожников Авдеич |
| Тамара Сёмина         | машинист катка Надя                                        |
| Пётр Константинов     | начальник доруправления Копылов                            |
| Николай Никитич       | кассир доруправления                                       |
| Александр Лебедев     | знакомый Степана                                           |
| Валентина Ананьина    | эпизод                                                     |
| Наталья Крачковская   | сварщица из бригады Аннушки (нет в титрах)                 |
| Алевтина Румянцева    | рабочая (нет в титрах)                                     |
| Евгений Кудряшёв      | рабочий (нет в титрах)                                     |
| Николай Граббе        | водитель молоковоза (нет в титрах)                         |